# مارک لنگن
مارک لَنِگَن (به انگلیسی: Mark William Lanegan) (زادهٔ ۲۵ نوامبر ۱۹۶۴) ترانه‌سرا و موسیقی‌دان، راک اهل آمریکا بود.
لَنِگَن فعالیت حرفه‌ای موسیقی را در دههٔ ۱۹۸۰ میلادی و با گروه اسکریمینگ تریز آغاز کرد. او آن گروه را در سال ۱۹۸۵ به‌همراه گری لی کانر (لیدگیتار)، ون کانر (گیتار) و مارک پیکرل (درامز) بنیان گذاشت. در سال ۲۰۰۰ که اسکریمینگ تریز از هم فروپاشید لَنِگَن گرچه به‌عنوان عضو ثابت کویینز آو د استون ایج فعال بود با بعضی دیگر از هنرمندان و گروه‌های موسیقی مانند ملیسا آوف در ماور، مارتینا تاپلی برد، کریچر ویت د اتم برین و بامب د باس نیز همکاری‌هایی داشت.
پس از آن‌که در سال ۲۰۰۵ کویینز آو د استون ایج را ترک کرد به‌همراه گرگ دالی (رهبر گروه ایندی توایلایت سینگرز) گروه آلترنتیو د گاتر توینز را تشکیل داد، به‌عنوان خواننده با گروه سول‌سیورز همکاری‌هایی داشت و همچنین در ضبط ۳ آلبوم با ایزابل کمپل (خوانندهٔ پیشین بل اند سباستین) مشارکت کرد. آخرین آلبوم شخصی لَنِگَن با نام آدامس بادکنکی در سال ۲۰۰۴ منتشر شده‌است. او در سال‌های پایانی عمر به‌عنوان خواننده با گاتر توینز همکاری‌اش را ادامه داد و اولین آلبوم استودیویی آن گروه با نام ساتورنالیا در مارس ۲۰۰۸ با لیبل ساب پاپ منتشر شد.

## مرگ
لنگن در صبح روز ۲۲ فوریه ۲۰۲۲ در خانه خود در کیلارنی، ایرلند، در سن ۵۷ سالگی درگذشت.

## ترانه‌شناسی
نوشتار اصلی: ترانه‌شناسی مارک لنگن

### آلبوم‌های استودیویی
| نام آلبوم                     | معنی نام            | سال انتشار |
| ۱. The Winding Sheet          | کفن                 | ۱۹۹۰       |
| ۲. Whiskey for the Holy Ghost | ویسکی برای روح‌القدس | ۱۹۹۴       |
| ۳. Scraps at Midnight         | یادداشت‌های نیمه شب  | ۱۹۹۸       |
| ۴. I'll Take Care of You      | مراقبت خواهم بود    | ۱۹۹۹       |
| ۵. Field Songs                | ترانه‌های صحرا       | ۲۰۰۱       |
| ۶. Bubblegum                  | آدامس بادکنکی       | ۲۰۰۴       |